# Eros Baccalini
Eros Baccalini (La Spezia, 16 novembre 1930 – La Spezia, 8 luglio 2016) è stato un calciatore italiano, di ruolo centrocampista.

## Carriera
Era regista. Giocò in Serie A con il Bari.

## Palmarès

### Club

#### Competizioni nazionali
- Serie C: 1

Bari: 1954-1955